# Anthenea conjugens
Anthenea conjugens är en sjöstjärneart som beskrevs av Doderlein 1935. Anthenea conjugens ingår i släktet Anthenea och familjen Oreasteridae. Inga underarter finns listade i Catalogue of Life.